# Andrew Stone (homme politique)
 (septembre 2021).
Pour les articles homonymes, voir Stone.
Andrew Zelig Stone, baron Stone de Blackheath (né le 7 septembre 1942) est un membre travailliste de la Chambre des lords.

## Carrière professionnelle
Il rejoint Marks and Spencer en tant que stagiaire en 1966 et prend sa retraite de son poste de directeur général adjoint de la société en 1999.
Il est administrateur de N Brown Group plc et président non exécutif de Deal Group Media plc jusqu'en 2007, date à laquelle il démissionne de ce poste. Il est membre du conseil consultatif de la Next Century Foundation.
Il est président de la Sindicatum Climate Change Foundation et président de The DIPEx Charity, une organisation caritative de santé. Il est gouverneur de l'Institut des sciences Weizmann et vice-président honoraire du Mouvement pour la réforme du judaïsme. Il est mécène de l'Institute for Jewish Policy Research, de la Gauchers Association, du New Israel Fund, du Jewish Chernobyl Children, de l'association caritative Orphaids, du Forgiveness Project (depuis 2004) et de LEAD Nepal – Development for the future of Nepalese Youth. Il est administrateur de Prism the Gift Fund et anciennement administrateur de l'Olive Tree Educational Trust (maintenant The Olive Tree Scholarship Program à City University) .
Il est également l'hôte et l'organisateur des prix annuels du Conseil international des médias (qui fait maintenant partie du Conseil international de la presse et de la radiodiffusion) basé à Londres.

## Carrière politique
Il est créé pair à vie sous le nom de baron Stone de Blackheath, de Blackheath dans le quartier londonien de Greenwich le 29 octobre 1997. Il milite fortement pour l'introduction d'une interdiction de fumer et pour les droits des homosexuels. Il est un pair travailliste et ne se rebelle généralement pas contre son parti. Cependant, il vote à plusieurs reprises contre le parti sur la réforme de la Chambre des Lords ainsi que sur le projet de loi sur la prévention du terrorisme et le projet de loi sur la chasse.
En octobre 2019, il est suspendu du groupe des pairs travaillistes après que le comité des normes de la Chambre des Lords ait découvert qu'il a harcelé quatre collègues féminines et fait des remarques transphobes.

## Vie privée
Lord Stone rencontre sa femme, Wendy, alors qu'ils travaillent tous les deux pour Marks & Spencer : ils sont désormais séparés et ont trois enfants, Daniel, Jessica et Susie, et deux petits-enfants.